# Santo Stefano (île)
Pour les articles homonymes, voir Santo Stefano.
L'Île de Santo Stefano est une petite île de la Mer Tyrrhénienne située au large de la côte entre le Latium et la Campanie, à 150 km de Naples, et elle fait géographiquement partie des Îles Pontines. Elle a une forme circulaire de moins de 500 m de diamètre et s'étend sur environ 27 hectares. Elle se trouve à environ 2 km à l'est de Ventotene dont l'île dépend administrativement. Comme le reste de l'archipel, l'île est d'origine volcanique.

## Histoire
Durant la période romaine, elle possédait divers noms dont Partenope, Palmosa, Dommo Stephane et Borca.
L'unique édifice présent sur l'île est un fort de forme circulaire construit durant la période bourbonne (vers 1794-1795) par Ferdinand IV et qui servit de prison jusqu'à sa fermeture en 1965.
La prison de Santo Stefano, bâtie pendant la période du royaume des Deux-Siciles, est considérée comme un des premiers pénitenciers construits sur le modèle de la structure panoptique (qui permet à un gardien, logé dans une tour centrale, d'observer tous les prisonniers, enfermés dans des cellules individuelles autour de la tour, sans que ceux-ci puissent savoir s'ils sont observés). Il servait surtout à accueillir des prisonniers politiques, comme Luigi Settembrini, puis à partir du milieu du XIXe siècle des criminels membres de groupes armés organisés, ancêtres des mafieux. Ainsi, en octobre 1860, quelques mois après le débarquement de Garibaldi en Sicile, près de 800 mafieux membres de la Camorra et emprisonnés à Santo Stefano se révoltent et tuent les gardes qui les surveillent. Ils instaurent ensuite une république, la République de Santo Stefano, qui élit un président en la personne de Francesco Venisca et constitue même un sénat composé des principaux chefs mafieux et notables libres de l'île. La révolte prendra finalement fin en janvier 1861, deux mois avant la chute des Deux-Siciles.
Les détenus les plus illustres de ce pénitencier furent l'écrivain Luigi Settembrini, le brigand Carmine Crocco, l'anarchiste Gaetano Bresci, l'écrivain Giuseppe Buttà, et durant la période fasciste, pour opposition au régime en place y furent également emprisonnés l'ex-président de la République Sandro Pertini, Umberto Terracini, Giorgio Amendola, Sante Pollastri, Lelio Basso, Mauro Scoccimarro, Giuseppe Romita, Altiero Spinelli et Ernesto Rossi. On doit à ces deux derniers la rédaction du Manifeste de Ventotene en 1941, qui demande, en plein conflit mondial, la création d'une union des pays européens et permettra entre autres de mettre en place ce projet durant les années qui suivront.
Aujourd'hui, l'île est privée et inhabitée, même si une quinzaine de maisons et une église sont encore présentes sur l'île.

## Environnement
Depuis 1999, l'île ainsi que les 2 800 hectares composant la zone maritime environnante constituent une zone protégée. Les fonds marins entourant l'île sont très appréciés des plongeurs.

## Dans la culture
C'est à l'intérieur du pénitencier présent sur l'île que fut tournée l'action du film L'urlo de Tinto Brass.

## Sources
1. ↑  (it) Vittorio Paliotti, Storia della camorra, « La repubblica di Santo Stefano », Rome, Newton & Compton, 1993, p. 127 à 131.

- (it) Cet article est partiellement ou en totalité issu de l’article de Wikipédia en italien intitulé « Isola di Santo Stefano » (voir la liste des auteurs).